# Богородецкий, Александр Константинович
Александр Константинович Богородецкий (1902—1986) — генерал-лейтенант Советской Армии, участник советско-финской и Великой Отечественной войн.

## Биография
Александр Константинович Богородецкий родился 21 ноября 1902 года в городе Ташкенте. 
В 1922 году был призван на службу в Рабоче-Крестьянскую Красную Армию. В 1926 году окончил Борисоглебскую военную авиационную школу лётчиков, после чего служил на командных должностях в различных авиационных частях. Участвовал в советско-финской войне, будучи командиром 1-го скоростного бомбардировочного авиационного полка. 
С сентября 1940 года командовал 19-й авиационной дивизией. В этой должности встретил начало Великой Отечественной войны.
С первых дней войны Богородецкий находился в действующей армии. Только за период с 1 по 22 октября 1941 года его дивизия, входившая на тот момент в состав ВВС 21-й армии, совершила в общей сложности на подступах к Москве 453 боевых вылета, большую часть из которых в тёмное время суток. 9 ноября 1941 года Богородецкому было присвоено воинское звание генерал-майора авиации, а 24 ноября 1941 года он получил новое назначение — на должность командующего военно-воздушными силами 10-й армии. В мае-июле 1942 года командовал 214-й штурмовой авиационной дивизией. 5 июля 1942 года назначен заместителем командующего 1-й воздушной армией. Руководил частями ВВС, успешно действовавшими в ходе операций по разгрому гитлеровцев на Сухиничском направлении в августе 1942 года и по ликвидации вражеского плацдарма между Ржевом, Вязьмой и Гжатском. С февраля 1945 года занимал должность командующего военно-воздушными силами Львовского военного округа.
В послевоенное время продолжал службу в Советской Армии. 1 марта 1946 года Богородецкому было присвоено воинское звание генерал-лейтенанта авиации. В октябре 1960 года он вышел в отставку. Проживал в Москве. Умер 22 мая 1986 года, похоронен на Кунцевском кладбище Москвы.

## Награды
- Орден Ленина (6 ноября 1947 года);
- 3 ордена Красного Знамени (6 ноября 1941 года, 3 ноября 1944 года, 20 апреля 1953 года);
- Орден Суворова 2-й степени (9 апреля 1943 года);
- 2 ордена Отечественной войны 1-й степени (28 сентября 1943 года, 11 марта 1985 года);
- Медаль «За оборону Москвы» и другие медали.